# Chamousset (Savoie)
Chamousset település Franciaországban, Savoie megyében. Lakosainak száma 615 fő (2022. január 1.). Chamousset Aiton, Bourgneuf, Châteauneuf, Fréterive és Saint-Pierre-d’Albigny községekkel határos.

## Népesség
A település népességének változása:
| Lakosok száma | 573  | 579  | 603  | 587  | 587  | 587  | 597  | 606  | 615  |
|               | 2013 | 2015 | 2016 | 2017 | 2018 | 2019 | 2020 | 2021 | 2022 |